# Buru (Vaige)
Der Buru (französisch: Ruisseau le Buru) ist ein kleiner Fluss in Frankreich, der im Département Mayenne in der Region Pays de la Loire verläuft. Er entspringt beim Weiler Le Teil, im Gemeindegebiet von Arquenay, entwässert nach einem anfänglichen Bogen über Nordost generell in südöstlicher Richtung und mündet nach rund 16 Kilometern im Gemeindegebiet von La Cropte als rechter Nebenfluss in die Vaige.

## Orte am Fluss
(Reihenfolge in Fließrichtung)
- Le Teil, Gemeinde Arquenay
- Champfleury, Gemeinde Arquenay
- La Vaugottière, Gemeinde Arquenay
- Arquenay
- Buru, Gemeinde Arquenay
- La Colombière, Gemeinde Meslay-du-Maine
- Saint-Denis-du-Maine
- Buru, Gemeinde Meslay-du-Maine
- Le Petit Buru, Gemeinde La Cropte